# Août 1982

## Événements
- 8 août (Formule 1) : Grand Prix automobile d'Allemagne.
- 12 août : 
  - Révision constitutionnelle au Portugal. Suppression du conseil de la révolution, écartant les militaires de la vie politique. Réduction des pouvoirs du président de la République.
  - Situation financière critique au Mexique, qui endetté de plus de 80 milliards de dollars, se déclare incapable de rembourser ses créanciers. Il demande des prêts aux gouvernements étrangers, un moratoire pour le remboursement du capital aux banques commerciales et un rééchelonnement de sa dette. La méfiance s’étend rapidement au Brésil, à l’Argentine et aux autres pays latino-américains, tous fortement endettés, ainsi qu’au continent africain. Les banques, échaudés par les risques qu’elles avaient pris antérieurement, refusent d’accorder de nouveau crédits ou de renouveler les anciens.
  - Dans la crise mexicaine, les gouvernements étrangers (États-Unis), le FMI et les grandes banques commerciales s’efforcent d’abord de maintenir ouvert les robinets du crédit et de faire pression sur les banques de taille inférieure pour qu’elle agissent de même. Une politique de « prêts concertés » contraint les banques à fournir de nouveaux crédits proportionnellement à leurs prêts antérieurs. La dette est rééchelonnée, passant du court terme au long terme. Le Mexique parvient à réduire ses dépenses publiques de 20 % entre 1982 et 1986.
- 14 août (Rallye automobile) : arrivée du Rallye du Brésil.
- 15 août (Formule 1) : Grand Prix automobile d'Autriche.
- 21 août : l’OLP évacue Beyrouth, protégée par une force internationale. Yasser Arafat est contraint de quitter Beyrouth pour Tunis.
- 23 août : Bashir Gemayel est élu président du Liban. Il refuse le traité de paix proposé par Israël et exige le départ des forces étrangères.
- 28 août : dissolution des Cortes Generales en Espagne.
- 29 août :
  - (Formule 1) : Grand Prix automobile de Suisse.
  - (Rallye automobile) : arrivée du Rallye de Finlande.

## Naissances
- 1er août : 
  - Jean-Charles Mattei, patineur de short-track français.
  - Orelsan, rappeur français.
- 11 août : Grégoire Ludig, acteur, humoriste et producteur français.
- 13 août : Sebastian Stan , acteur américain.
- 15 août : Heather Carolin, mannequin de charme et actrice américaine.
- 16 août : 
  - Cam Gigandet, acteur américain.
  - Nick Ayers, Strategiste Américain.
- 17 août : 
  - Karim Ziani, Footballeur de l'équipe d'Algérie.
  - Mark Salling, acteur et musicien américain († 30 janvier 2018).
- 24 août : 
  - Kim Källström, footballeur suédois.
  - José Bosingwa, footballeur portugais.
- 29 août : 
  - Yakhouba Diawara, basketteur français évoluant aux Denver Nuggets.
  - Kyan Khojandi, acteur et humoriste français.
- 30 août : Andy Roddick, joueur de tennis américain.
- 31 août : Pepe Reina, footballeur espagnol.

## Décès
- 8 août : Ferre Grignard, chanteur belge (° 13 mars 1939).
- 11 juin : Marie Houdré, docteure en médecine française (° 11 juin 1883).
- 12 août : Henry Fonda, acteur américain (° 16 mai 1905).
- 18 août : Carlos Botelho, peintre, illustrateur et caricaturiste portugais (° 18 septembre 1899).
- 29 août : Ingrid Bergman, actrice suédoise (° 29 août 1915).
- 31 août : Wladislaw Gomulka, homme politique polonais (° 6 février 1939).